# ОФГ Ямбол
ОФГ Ямбол е дивизия, в която играят отбори от област Ямбол. Състои се от две лиги: „А“ ОГ и „Б“ ОГ.

## „А“ ОФГ Ямбол
През сезон 2022/23 участват 7 отбора. Шампионът на лигата участва в баражи за влизане в Югоизточна аматьорска футболна лига, а последният отбор отпада в „Б“ ОГ Ямбол.

### Отбори 2022/23
- Априлец 2017 (Бояджик)
- Арена (Ямбол)
- Искра (Симеоново)
- Межда (Межда)
- ОФК Стралджа (Стралджа)
- Спортист (Роза)
- Червена звезда (Каменец)

## „Б“ ОГ Ямбол
През сезон 2022/23 участват 11 отбора. Отборът, който завърши на първо място влиза в „А“ ОГ Ямбол.

### Отбори 2022/23
- Бакаджик (Чарган)
- Безмер (Безмер)
- Бенковски (Зимница)
- Ботев (Болярово)
- Воденичане 2017 (Воденичане)
- Кабиле (Кабиле)
- Стефан Караджа (Окоп)
- Тунджа 2006 (Тенево)
- Христо Ботев (Генерал Инзово)